# Institut des arts de diffusion
Het Institut des arts de diffusion (afkorting: IAD) is een Belgische Franstalige hogeschool voor kunstonderwijs in Louvain-la-Neuve. De school is geclassificeerd als gratis onderwijs, gesubsidieerd door de Franse Gemeenschap en biedt opleidingen in film, televisie, radio, multimedia en theater. De school behoort tot de cluster scholen die gegroepeerd zijn in de Académie Louvain. 

## Geschiedenis
De school werd opgericht in 1959 en heeft jaarlijks populatie van 500 studenten en 150 docenten. In eerste instantie was de school geclassificeerd als hoger technisch onderwijs gericht op de kunst van film, televisie, radio en theater. In 1964 breidden de opleidingen uit met theateropvoering, beeld, geluid, montage en script. In 1971 werd de school erkend als hogeschool voor kunstonderwijs. In 1997 werd, door de nieuwe informatietechnologieën, door het IAD met een nieuwe opleiding multimedia gestart.
Het IAD organiseert ook een specialisatie na het hoger onderwijs in de disciplines theater en audiovisuele kunsten. De opleidingen worden gegeven op vier faculteiten, IAD-Blocry, IAD-Athéna, IAD-Bardane en IAD-CAV. De diploma’s worden officieel erkend door de Belgische Staat.

## Opleidingen
- Regie
- Beeld
- Geluid
- Montage en script
- Multimedia (animatie en speciale effecten en web)
- Theater (drama en opvoering)